# آخرین ایستادگی در رودخانه صیبر
آخرین ایستادگی در رودخانه صیبر (به انگلیسی: Last Stand at Saber River) فیلمی تلویزیونی محصول سال ۱۹۹۷ و به کارگردانی دیک لاوری است. در این فیلم بازیگرانی همچون تام سلک، سوزی آمیس، ریچل دانکن، هالی جوئل آزمنت، دیوید دوکس، کیت کارادین، دیوید کارادین، هری کری جونیور، پاتریک کیلپاتریک، رکس لین، دنیس فورست، لومی کاوازوس و ریموند کروز ایفای نقش کرده‌اند.

## داستان
نزدیک پایان جنگ داخلی آمریکا، «پل کیبل» (با بازی تام سلک) پس از سال‌ها دوری از خانواده به خانه‌اش در تگزاس بازمی‌گردد؛ سال‌هایی که در خدمت ارتش ایالت‌های مؤتلفه جنوب جنگیده بود. همسرش، «مارتا» (با بازی سوزی ایمیس)، زنی مستقل و قدرتمند در مرزهای غرب است که استقلالش او را به نیرویی خودبسنده بدل کرده. به او گفته بودند که شوهرش در جنگ کشته شده است. با بازگشت غیرمنتظرهٔ پل، مارتا بار دیگر به نقش همسری بازمی‌گردد، اما در دل از اینکه شوهرش او و فرزندانشان را برای جنگی که او علاقه‌ای به درک آن نداشت رها کرده، دلخور است.
با وجود عشقی که از کودکی به یکدیگر داشتند و سال‌ها زندگی مشترک، پل و مارتا اکنون همچون غریبه‌هایی برای هم هستند و تنش میانشان آشکار است. در دوران غیبت پل، دختر کوچک‌شان بر اثر تب درگذشته و مارتا که این غم را تنها تاب آورده، نوعی کینه نسبت به شوهرش در دل پرورانده است. پدر مارتا، «جیمز سنفورد» (با بازی هری کری جونیور)، بابت رفتار او با پل سرزنشش می‌کند، اما مارتا پای مواضعش می‌ایستد. پدرش که خوب او را می‌شناسد، در نهایت موضوع را رها می‌کند.
پل تصمیم می‌گیرد به آریزونا بازگردد و مزرعه‌ای را که در آن‌جا مالک است، پس بگیرد. اعضای خانواده، یعنی پل، مارتا، پسر و دخترشان، اثاث خود را جمع می‌کنند، با پدر مارتا خداحافظی کرده و راهی آریزونا می‌شوند. در مسیر، با «لورین کیدستن» (با بازی تریسی نیدهام)، دختر زیباروی و چابک‌دست گاوچران «دوان کیدستن» (با بازی دیوید کارادین) آشنا می‌شوند. شب‌هنگام، اسب‌های تحت فرمان مردان او به‌طور تصادفی به سوی اردوگاه خانواده کیبل می‌تازند. پل و مارتا خشمگین می‌شوند و مردان را سرزنش می‌کنند. لورین هم با آن‌ها موافقت کرده و مردانش را توبیخ می‌کند. در این برخورد، لورین و گاوچران‌ها درمی‌یابند که مرد مقابل‌شان همان پل کیبل است؛ کسی که به آن‌ها گفته شده بود کشته شده، و از آن زمان، پدر لورین کنترل مزرعهٔ کیبل را در دست گرفته است.
پدر لورین، دوان کیدستن، و برادرش «ورن» (با بازی کیث کارادین)، هر دو سرباز پیشین ارتش اتحادیه شمال بودند و علاقه‌ای به سربازان سابق ایالت‌های جنوبی ندارند. آن‌ها مزرعهٔ کیبل را از آن خود می‌دانند. وقتی خانوادهٔ کیبل به مزرعه می‌رسند، پل با مردان کیدستن که در خانه‌اش مستقر شده‌اند روبه‌رو می‌شود. وقتی دو تن از آن‌ها می‌خواهند اسلحه بکشند، مارتا کیبل که در تاریکی پنهان شده و تفنگ دولول در دست دارد، آن‌ها را می‌کشد.
این تیراندازی آغاز یک دشمنی مسلحانه میان پل کیبل و مردان کیدستن است، که طی آن چند تن از تفنگدارهای مزدور کیدستن به دست کیبل کشته می‌شوند. با این حال، ورن و لورین کیدستن به‌تدریج با خانوادهٔ کیبل همدردی می‌کنند و معتقدند بازگرداندن مزرعه به آنان و پایان‌دادن به درگیری بهترین راه است. دوان مخالفت می‌کند اما در نهایت به خواست دختر و برادرش تن می‌دهد. با این حال، تهدید واقعی علیه زندگی جدید خانوادهٔ کیبل در آریزونا نه از سوی کیدستن‌ها، بلکه از سوی «ادوارد جنرو» (با بازی دیوید دوکس)، یکی از هواداران ایالت‌های جنوبی و سرباز یک‌دست سابق است. او دوان را می‌کشد و کیبل متهم به قتل می‌شود.
با آن‌که همهٔ شواهد علیه کیبل است، حتی ورن، برادر دوان، باور ندارد که او قاتل باشد. جنرو دختر کیبل را گروگان می‌گیرد تا در معامله‌ای غیرقانونی با راهزنان مکزیکی، امنیت خود را تضمین کند. کیبل و ورن با هم متحد می‌شوند، جنرو را یافته و می‌کشند و سپس در تیراندازی با راهزنان درگیر می‌شوند. در میانهٔ درگیری، کیبل از ورن می‌خواهد دخترش را از صحنه دور کند و ورن چنین می‌کند. سپس کیبل به تنهایی با باقی راهزنان روبه‌رو می‌شود، اما راهزنان سرانجام تصمیم می‌گیرند تنها اسلحه‌ها را از واگن آسیب‌دیدهٔ جنرو بردارند و بروند.
کیبل زخمی به خانه بازمی‌گردد و مارتا از او پرستاری می‌کند. او سرانجام تصمیم می‌گیرد که شوهرش را همان‌گونه که هست بپذیرد، گذشته را فراموش کند و دوباره دوستش بدارد.